# メトロポリタン・コミュニティ教会

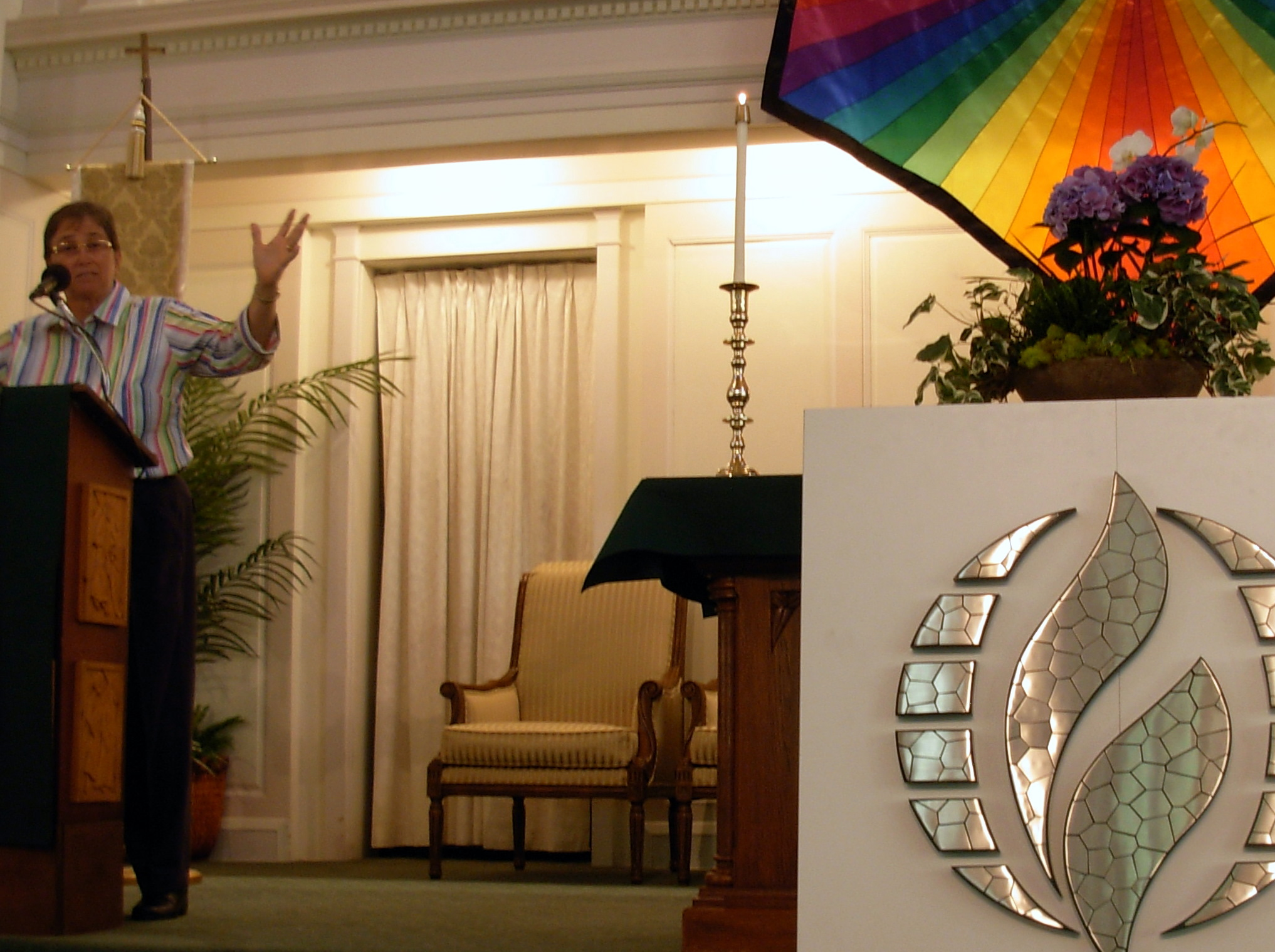

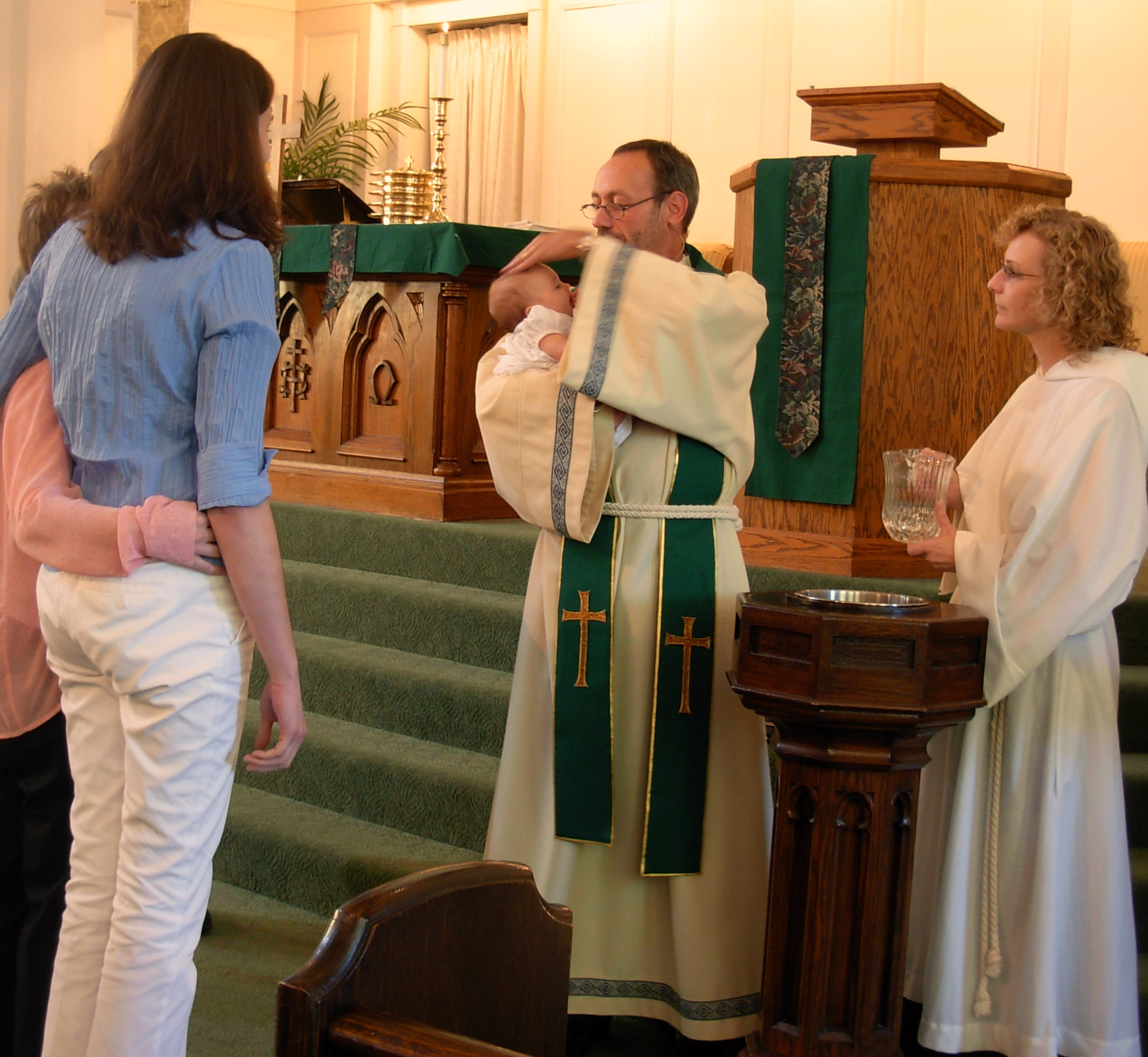
幼児洗礼

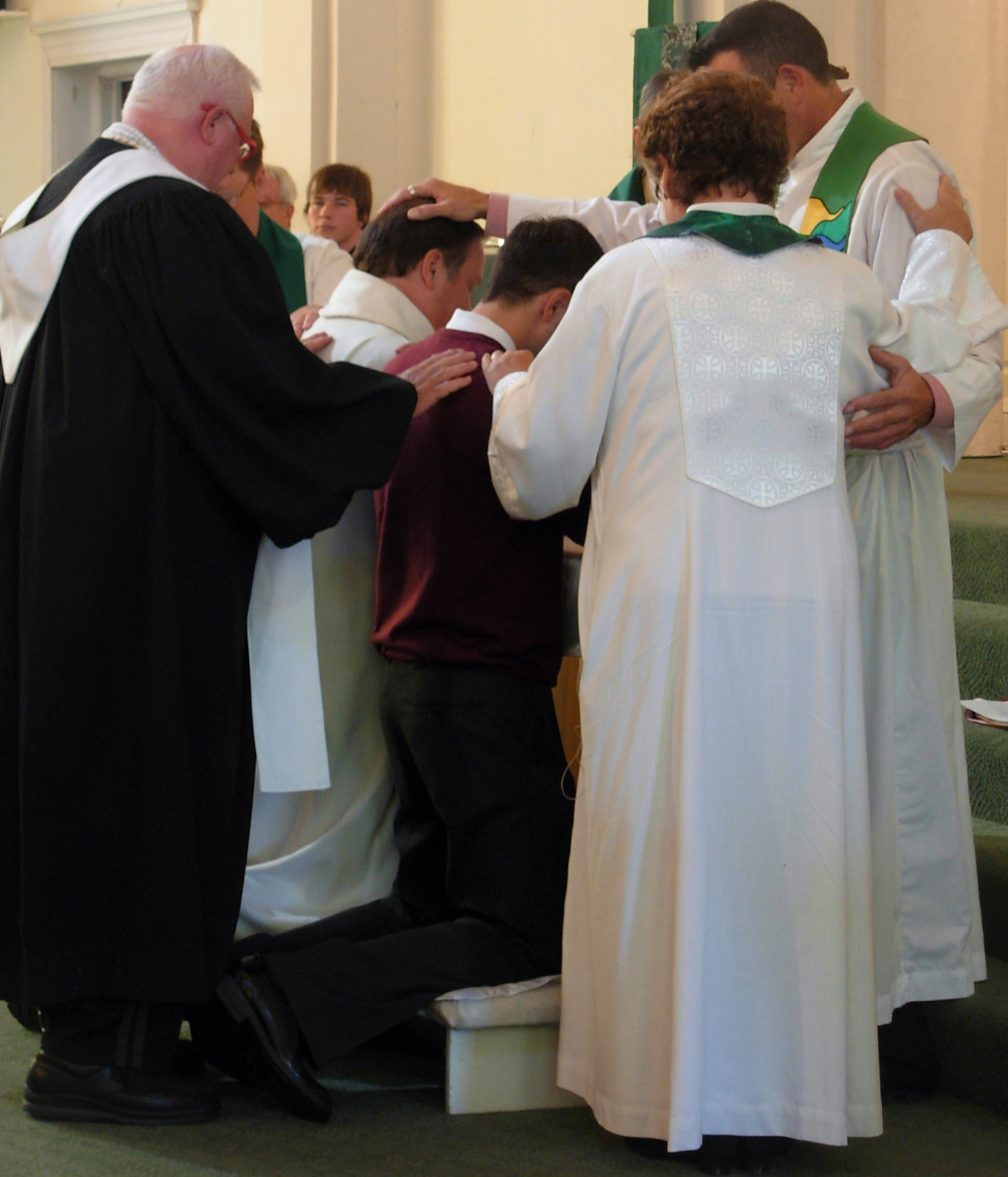
按手礼

メトロポリタン・コミュニティ教会（英語: Metropolitan Community Church）は、アメリカ合衆国のリベラル派のプロテスタント教会である。レズビアン、ゲイ、両性愛者、トランスジェンダー対象の伝道をし、交わっている。また、世界教会協議会（WCC）のエキュメニカル運動と交わりを持っている。

## 歴史

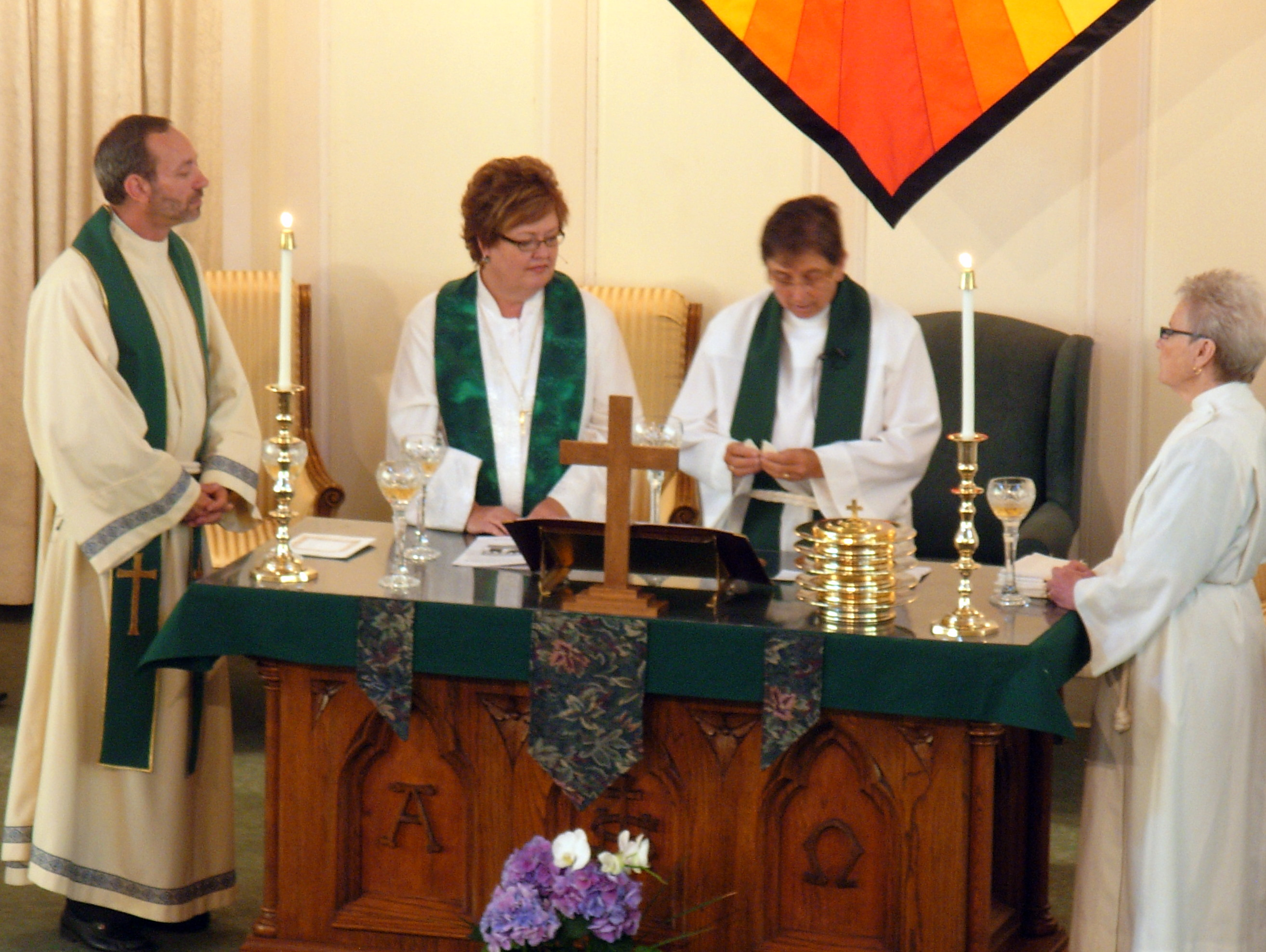
聖餐

従来の教派が同性愛に否定的な見解を持っていたので、トロイ・ペリー牧師がゲイ・フレンドリーな教会を作ろうと決意し、1968年にロサンゼルスで設立された。現在ではアメリカ合衆国やカナダを中心に、全世界23ヶ国で伝道活動を繰り広げている。

## 信条
会衆派の流れを汲み、使徒信条やニカイア信条を守り、週一回の聖餐を続けている。LGBTの人々を社会的迫害から守る事を社会活動として目的としている。同性愛者の牧師も多数存在する。